# Монети (Олецький повіт)
Монети (пол. Monety, нім. Moneten; until 1938: Monethen) — село в Польщі, у гміні Ковале-Олецьке Олецького повіту Вармінсько-Мазурського воєводства.
Населення — 88 осіб (2011).

## Демографія
Демографічна структура станом на 31 березня 2011 року:
|          | Загалом | Допрацездатний вік | Працездатний вік | Постпрацездатний вік |
| -------- | ------- | ------------------ | ---------------- | -------------------- |
| Чоловіки | 44      | 3                  | 35               | 6                    |
| Жінки    | 44      | 5                  | 29               | 10                   |
| Разом    | 88      | 8                  | 64               | 16                   |